# Srei Snam
Srei Snam es uno de los trece distritos que forman la provincia camboyana de Siem Riep, con una población estimada en marzo de 2008 de 31 359 habitantes. Está dividido en las siguientes  comunas (khum), que se muestran asimismo con población estimada de 2008:
- Chrouy Neang Nguon 6,405
- Klang Hay 2,611
- Moung 4,506
- Prei 3,559
- Slaeng Spean 8,774
- Tram Sasar 5,504[1]